# Набэсима Наонори (1667—1736)
Набэсима Наонори (яп. 鍋島 直称, 24 июня 1667 — 6 июля 1736) — японский даймё периода Эдо, 3-й правитель княжества Хасуноикэ (1708—1717).

## Биография
Пятый сын Набэсимы Наодзуми, 1-го даймё Хасуноикэ. Мать, наложница Андзю-ин, дочь Икаги Садатомо. В 1688 году Наонори был усыновлён Соэдзимой Горобэем, вассалом даймё, но в 1694 году он стал преемником своего старшего брата Набэсимы Наоюки, 2-го даймё Хасуноикэ, после смерти его наследника. В 1708 году Наонори унаследовал княжество Хасуноикэ в связи с уходом на покой Наоюки.
В 1717 году Наонори передал княжество своему второму сыну Наоцунэ и вышел в отставку. В 1721 году он переехал в резиденцию в уезде Кандзаки, а в 1725 году стал монахом и взял себе имя Тэцуцу (哲通).

## Семья
Жена, Кёсё-ин, родная дочь Оханавы Наритакэ и приёмная дочь Набэсимы Мицусигэ. Их сын:
- Набэсима Наоцунэ, второй сын

Дети от неизвестной матери:
- Отио, жена Набэсимы Наокаты
- Судзуки Юкимото, старший сын
- наложница Исахаи Сигэсоро
- Накано Ёсифуру, четвёртый сын
- Набэсима Нориоки, пятый сын
- Минэ Тоёката, шестой сын
- Наритоми Моритака, седьмой сын
- наложница Накадзавы Масакадзу
- Мута Куроёси, восьмой сын
- наложница Хино Сукэтоки
- наложница Мацуэды Садамасы